# Rolf H. Weber
Rolf H. Weber (* 1951) ist ein Schweizer Rechtswissenschaftler.

## Leben
Er studierte Rechtswissenschaften an der Universität Zürich und an der Harvard Law School. Seit 1982 ist er Anwalt bei Bratschi AG und von 1995 bis 2016 war er Ordinarius für Privat-, Wirtschafts- und Europarecht an der Universität Zürich. 
Seine Forschungsschwerpunkte bilden die Bereiche Internet-, Informatik-, Medien-, Wettbewerbs-, Banken-, Vertrags-, Gesellschafts- und Europarecht.
Weber war zusammen mit Hans-Otto Spithaler mit einem der größten privaten Restitutionsfälle, dem des Familienunternehmens Kroch beschäftigt.

## Schriften (Auswahl)
- mit Christian Laux und Dominic Oertly: Datenpolitik als Rechtsthema. Agenda für Open Government Data. Basel 2016, ISBN 3-7255-7570-3.
- mit Rainer Baisch: Versicherungsaufsichtsrecht. Bern 2017, ISBN 3-7272-8500-1.
- mit Jens Drolshammer: Wie das Recht auf Reisen geht. Eine Übersichtsdarstellung internationaler Rechtstransfers am Beispiel des schweizerischen Rechts- und Kulturraums. Baden-Baden 2019, ISBN 3-7272-1614-X.
- mit Florent Thouvenin und Alfred Früh: Elemente einer Datenpolitik. Baden-Baden 2019, ISBN 978-3-7255-8076-7.
- Zusammen mit Hans-Otto Spithaler und Monika Zimmermann: Kroch – Der Name bleibt: Das Schicksal eines jüdischen Familienunternehmens in Leipzig, mitteldeutscher Verlag, Halle 2018, ISBN 978-3-96311-007-8